# 安杰洛斯·巴西纳斯
安杰洛斯·巴西纳斯（希臘語：Άγγελος Μπασινάς，1976年1月3日—），是一名希臘足球運動員，擔任中場，曾代表希臘國家隊上陣100場。

## 生平

### 球會
巴辛拿斯出身希超彭拿典奈高斯，效力長達10年，期間於2004年協助球隊贏得聯賽及盃賽雙料冠軍，2005年夏季因薪酬問題而遭放棄。直到2006年季中才復出加盟西甲皇家馬略卡，協助球隊成功護級，次年更獲得第7位，僅差1分失落參賽歐洲賽的資格，於2008年夏季約滿離隊。巴辛拿斯重返希超加盟AEK雅典，簽約三年，惟球隊在上半季表現失色而沒有競逐冠軍機會，有傳言他在冬季轉會窗重開時離隊。2009年2月2日巴辛拿斯轉投英超球隊樸茨茅夫，簽約18個月。隨著樸茨茅夫因財困及降班英冠，巴辛拿斯與國家隊隊友查列斯迪斯聯袂加盟則升班法甲的阿萊斯，但僅維持兩個月即解約離隊。

### 國家隊
巴辛拿斯是2004年歐洲國家盃希臘奪冠的主力球員，2008年歐洲國家盃仍有入選出賽，可惜希臘隊在小組賽出局衛冕失敗。在薩哥拉基斯（Theodoros Zagorakis）退出國家隊後，巴辛拿斯獲選接任隊長。2009年4月1日在世界盃外圍賽對以色列是巴辛拿斯第100次代表國家隊上陣，亦是第二個達到百次里程碑的希臘國家隊成員。

## 榮譽

### 球會
彭拿典奈高斯
- 希臘超級聯賽
  - 冠軍：1996年、2004年；
- 希臘盃
  - 冠軍：2004年；
  - 亞軍：1998年、1999年；

樸茨茅夫
- 英格蘭足總盃
  - 亞軍：2010年；

### 國家隊
希臘國家隊
- 歐洲足球錦標賽
  - 冠軍：2004年；

## 外部連結
- 巴辛拿斯官方網頁